# Kumbo (Kameroen)

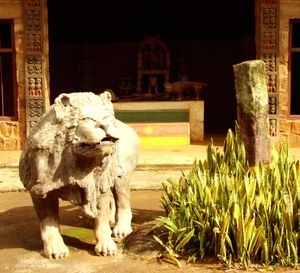
Het Nso Palace van binnen

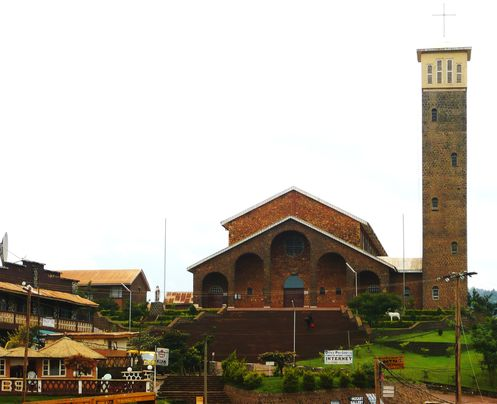
De kathedraal van Kumbo

Kumbo is een plaats gelegen in Kameroen, in de provincie Nord-Ouest en de hoofdstad van het departement Bui. Het is tevens de tweede grootste plaats van de provincie na Bamenda. Het ligt ongeveer 1800 meter boven zeeniveau. Volgens de census van 2005 wonen er 80 212 mensen. In 1987 waren dat er slechts 33 353. De plaats is bekend van het Nso Palace en om het paardrijden, wat hier veelvuldig gebeurt in het Tobin Stadion.

## Religie
De plaats werd gesticht door missionarissen van het Heilig Hart, die in 1912 zich in Kumbo zetelden. Ook staat er een rooms-katholieke kathedraal in Kumbo, die gebouwd werd in de jaren '50. In 1982 werd Kumbo de zetel van een rooms-katholiek bisdom.

## Infrastructuur
Kumbo is gelegen aan de N11, waarmee het verbonden is aan Bamenda, de provinciehoofdstad van Nord-Ouest.